# آناهید شاهزادیان
آناهید گاسپاری شاهزادیان (ارمنی: Անահիտ Գասպարի Շահզադեյան؛ انگلیسی: Anahit Shahzadeyan؛ زادهٔ ۱۶ مارس ۱۹۴۹) موسیقی‌دان و ترانه‌سرا اهل ارمنستان است.

## زندگی‌نامه
وی در ۱۶ مارس ۱۹۴۹ در ایروان به دنیا آمد و از دانشگاه دولتی ایروان فارغ‌التحصیل گشت. وی همچنین برنده جوایزی همچون مدال طلای وزارت فرهنگ جمهوری ارمنستان (۲۰۱۲)، چهره فرهنگی شایسته جمهوری ارمنستان (۲۰۱۵) شد.